# Angelika Fitz
Angelika Fitz (* 1967) ist eine österreichische Architekturtheoretikerin und Kuratorin. Sie ist seit 2017 Direktorin des Architekturzentrum Wien.

## Leben
Angelika Fitz ist seit den 1990er Jahren international als Kuratorin und Autorin im Bereich Architektur und Urbanismus tätig. Ihre Schwerpunkte sind die gesellschaftliche Kontextualisierung von Architektur, planetarische und feministische Perspektiven. 2003 und 2005 war sie Kommissärin für den österreichischen Beitrag zur Architekturbiennale Sao Paulo. In Wien kuratierte sie u. a. die Ausstellungen „Kapital & Karma“ (mit Michael Wörgötter) in der Kunsthalle Wien „Trespassing“ (mit Sandrine Klot) in der Secession oder „Reserve der Form“ (mit Klaus Stattmann) im Künstlerhaus. Gemeinsam mit Martin Heller kuratierte sie „Realstadt“ im Kraftwerk Berlin-Mitte sowie In Kooperation mit internationalen Kulturinstitutionen die europäischen Plattformen „We-Traders. Tausche Krise gegen Stadt“ und „Actopolis. Die Kunst zu handeln“. Seit 2017 ist sie Direktorin des Architekturzentrums Wien. Im Architekturzentrum Wien verantwortet sie u. a. die Ausstellungen und Publikationen „Assemble. Wie wir Bauen“ und „Downtown Denise Scott Brown“ (mit Katharina Ritter und Jeremy Tenenbaum), die permanente Sammlungsschau „Hot Questions Cold Storage“ (mit Monika Platzer) sowie mit Elke Krasny „Critical Care. Architektur und Urbanismus für einen Planeten in der Krise“ und „Yasmeen Lari. Architektur für die Zukunft“ und „Abundance Not Capital. The Lively Architecture of Anupama Kundoo“.
Fitz war Gastprofessorin an der TU Wien (2014 bis 2015) und an der Taichung University in Taiwan (2006). 1998 bis 2000 verbrachte sie ausgedehnte Forschungsaufenthalte in Neu Delhi und Mumbai, Indien. Fitz war Gründungsmitglied der feministischen Kulturinitiative Raum-Station 001 (1991–1994) in Wien.
Fitz veröffentlichte zahlreiche Beiträge zu Architektur, Architekturtheorie und Urbanismus in internationalen Medien wie Arch+, Dérive und Bauwelt sowie Buchbeiträge und Bücher als Herausgeberin. Fitz ist international als Vortragende sowie in Beiräten und Jurien tätig, u. a. ist sie Mitglied des IBA Expertenrats des Bundes in Berlin und im Advisory Board des EU Mies Award.

## Auszeichnungen
2022 wurde Fitz mit dem Julius Posener Preis für Architekturtheorie ausgezeichnet.

## Publikationen
- Abundance Not Capital. The Lively Architecture of Anupama Kundoo, 2025[18]
- Über Tourismus, 2024[19]
- Yasmeen Lari: Architecture for the Future, 2023[20]
- Hot Questions – Cold Storage. Architektur aus Österreich. Die Schausammlung des Az W, 2023[21]
- Boden für Alle, 2020[22]
- Critical Care: Architecture and Urbanismus for a Broken Planet, 2019[23]
- A Guide to Downtown Denise Scott Brown, 2018[24]
- Actopolis. Die Kunst zu handeln, 2017[25]
- Assemble – Wie wir bauen | How We Build, 2017[26]
- Vom Nutzen der Architekurfotografie / Architectural Photography and Its Uses, 2015[27]
- Weltstadt – Who creates the city?, 2014[28]
- Arbeitende Orte. Bürobauten mit Wert und Mehrwert, 2012[29]
- REALSTADT. Wünsche als Wirklichkeit / Whishes Knocking on Reality’s Doors, 2010[30]
- Wann begann temporär? Frühe Stadtinterventionen und sanfte Stadterneuerung in Wien, 2008[31]
- LINZ TEXAS. Eine Stadt mit Beziehungen / A City Relates, 2008[32]
- Import Export: Kulturtransfers Indien, Deutschland, Österreich / Cultural Transfer beween India, Germany, Austria, 2005[33]
- Reserve der Form, 2004[34]
- Performative Materialism, 2003[35]
- Kapital & Karma / Capital & Karma, 2002[36]